# 奥斯卡·霍尔特
奧斯卡·托馬斯·霍爾特（英語：Oscar Thomas Holter，1986年2月6日—），在美國發跡的瑞典音樂製作人及詞曲作家。他是死靈設施樂團的前成員。他知名於為威肯、泰勒·斯威夫特、瑪琳娜、托芙蘿、查莉·XCX、DNCE、海莉·史坦菲德、卡莉·蕾·杰普森、雪兒·洛薇、克莉絲汀·阿奎萊拉、亚当·兰伯特和特洛伊·希文等人製作歌曲。